# Mel Daniels
Pour les articles homonymes, voir Daniels.
Melvin Joe Daniels, né le 20 juillet 1944 à Détroit (Michigan) et mort le 30 octobre 2015 à Sheridan (Indiana) est un joueur américain de basket-ball.

## Biographie
Évoluant au poste de pivot, il joue pour l'université du Nouveau-Mexique de 1964 à 1967. Il est sélectionné au neuvième rang de la Draft 1967 de la NBA par les Royals de Cincinnati et est également sélectionné par les Minnesota Muskies de l'American Basketball Association (ABA). Il choisit alors d'évoluer en ABA, devenant l'un des meilleurs joueurs de l'histoire de cette ligue.
Daniels fut nommé ABA Rookie of the Year lors de la saison 1967-68 avant d'être transféré aux Pacers de l'Indiana. Daniels est nommé ABA Most Valuable Player en 1969 et 1971 et mène les Pacers à trois titres de champions ABA. Il participe à sept All-Star Games ABA et fut désigné meilleur joueur du ABA All-Star Game 1971. Daniels est le meilleur rebondeur ABA durant trois saisons et est le meilleur rebondeur de tous les temps en ABA avec un total de 9 494 rebonds en carrière, soit une moyenne de 15,1 rebonds par match ce qui le classe deuxième de cette catégorie derrière Artis Gilmore. Daniels joue brièvement pour l'équipe NBA des New York Nets lors de la saison 1976-1977.
À l'issue de sa carrière, Daniels rejoint le staff d'entraîneur de son équipe universitaire de New Mexico, puis à Indiana State, où évolue le futur Hall of Famer Larry Bird. Daniels intègre ensuite l'équipe dirigeante des  Pacers de l'Indiana en 1986 devenant Director of Player Personnel.
Mel Daniels est longtemps l'un des rares MVP de ABA à ne pas être intronisé au Basketball Hall of Fame à Springfield, Massachusetts, alors que d'autres joueurs ABA le sont déjà tels que: Connie Hawkins (1992), Dan Issel (1993), et David Thompson (1996). En février 2012, le Naismith Memorial Basketball Hall of Fame annonce que Mel Daniels fait partie des cinq premières personnalités désignées pour figurer dans la promotion 2012, les autres étant officialisés en avril. Cette intronisation est faite en septembre 2012.
Daniels est l'un des cinq membres des Pacers - quatre joueurs Roger Brown, Reggie Miller et George McGinnis - et Bob Leonard, entraîneur, à avoir son maillot retiré, le no 34, par la franchise.
Le 30 octobre 2015, il meurt à l'âge de 71 ans à Sheridan, Indiana.

## Statistiques
gras = ses meilleures performances

### Universitaires
Statistiques en université de Mel Daniels
| Saison    | Équipe          | Matchs | % Tir | % LF | Rbds/m. | Pts/m. |
| --------- | --------------- | ------ | ----- | ---- | ------- | ------ |
| 1964-1965 | Nouveau-Mexique | 27     | 48,6  | 61,0 | 11,2    | 17,3   |
| 1965-1966 | Nouveau-Mexique | 23     | 48,5  | 73,8 | 10,3    | 21,3   |
| 1966-1967 | Nouveau-Mexique | 27     | 48,1  | 68,6 | 11,6    | 21,5   |
| Carrière  | Carrière        | 77     | 48,4  | 67,4 | 11,1    | 20,0   |

### Professionnelles

#### Saison régulière
Légende :
| Champion ABA | MVP de la saison | Recrue/rookie de la saison | Meilleur joueur de cette catégorie statistique de la saison |

gras = ses meilleures performances
Statistiques en saison régulière de Mel Daniels
| Saison        | Équipe          | Matchs | Titul. | Min./m | % Tir | % 3pts | % LF | Rbds/m. | Pass/m. | Int/m. | Ctr/m. | Pts/m. |
| ------------- | --------------- | ------ | ------ | ------ | ----- | ------ | ---- | ------- | ------- | ------ | ------ | ------ |
| 1967-1968     | Minnesota (ABA) | 78     | —      | 37,7   | 40,8  | 20,0   | 57,5 | 15,6    | 1,4     | —      | —      | 22,2   |
| 1968-1969     | Indiana (ABA)   | 76     | 70     | 38,6   | 47,6  | 0,0    | 60,4 | 16,5    | 1,5     | —      | —      | 24,0   |
| 1969-1970     | Indiana (ABA)   | 83     | —      | 36,6   | 47,3  | 0,0    | 67,5 | 17,6    | 1,6     | —      | —      | 18,7   |
| 1970-1971     | Indiana (ABA)   | 82     | 76     | 38,7   | 51,4  | 7,7    | 67,9 | 18,0    | 2,2     | —      | —      | 21,0   |
| 1971-1972     | Indiana (ABA)   | 79     | 70     | 37,6   | 50,5  | 0,0    | 70,3 | 16,4    | 2,2     | —      | —      | 19,2   |
| 1972-1973     | Indiana (ABA)   | 81     | 75     | 38,3   | 48,2  | 25,0   | 72,2 | 15,4    | 2,2     | —      | 1,9    | 18,5   |
| 1973-1974     | Indiana (ABA)   | 78     | 66     | 32,6   | 44,0  | —      | 75,6 | 11,6    | 1,6     | 0,7    | 1,2    | 15,4   |
| 1974-1975     | Memphis (ABA)   | 71     | 16     | 23,2   | 45,0  | —      | 63,4 | 9,0     | 1,8     | 0,6    | 1,4    | 9,8    |
| 1976-1977     | New York Nets   | 11     | 0      | 11,5   | 37,1  | —      | 56,5 | 3,1     | 0,5     | 0,3    | 1,0    | 3,5    |
| Carrière      | Carrière        | 639    | 373    | 35,2   | 46,8  | 8,8    | 65,7 | 14,9    | 1,8     | 0,6    | 1,5    | 18,4   |
| All-Star Game | All-Star Game   | 7      | 1      | 27,9   | 45,0  | —      | 60,4 | 11,0    | 1,1     | 0,0    | 1,5    | 18,9   |

#### Playoffs
Légende :
| Champion ABA | Meilleur joueur de cette catégorie statistique de la saison |

Statistiques en playoffs de Mel Daniels
| Saison   | Équipe          | Matchs | Titul. | Min./m | % Tir | % 3pts | % LF | Rbds/m. | Pass/m. | Int/m. | Ctr/m. | Pts/m. |
| -------- | --------------- | ------ | ------ | ------ | ----- | ------ | ---- | ------- | ------- | ------ | ------ | ------ |
| 1968     | Minnesota (ABA) | 10     | 10     | 40,9   | 43,4  | —      | 60,6 | 16,1    | 1,9     | —      | —      | 25,3   |
| 1969     | Indiana (ABA)   | 17     | 17     | 33,5   | 42,2  | 0,0    | 60,8 | 13,9    | 1,3     | —      | —      | 19,6   |
| 1970     | Indiana (ABA)   | 15     | —      | 35,5   | 44,4  | 0,0    | 66,7 | 17,7    | 1,0     | —      | —      | 19,3   |
| 1971     | Indiana (ABA)   | 11     | 11     | 41,5   | 48,5  | —      | 74,6 | 19,2    | 1,5     | —      | —      | 21,4   |
| 1972     | Indiana (ABA)   | 20     | 20     | 37,2   | 48,0  | 0,0    | 75,3 | 15,1    | 1,4     | —      | —      | 15,3   |
| 1973     | Indiana (ABA)   | 18     | 18     | 35,3   | 47,1  | —      | 76,5 | 13,8    | 2,2     | —      | —      | 15,9   |
| 1974     | Indiana (ABA)   | 14     | 14     | 35,6   | 40,1  | —      | 76,7 | 11,4    | 1,9     | 0,8    | 1,0    | 12,2   |
| 1975     | Memphis (ABA)   | 4      | 0      | 13,5   | 50,0  | —      | 55,6 | 6,0     | 0,3     | 0,3    | 1,5    | 6,8    |
| Carrière | Carrière        | 109    | 90     | 35,8   | 44,9  | 0,0    | 68,3 | 14,8    | 1,5     | 0,7    | 1,1    | 17,4   |